# Rooftops (A Liberation Broadcast)
«Rooftops (A Liberation Broadcast)» es una canción y un sencillo de la banda galesa de rock Lostprophets. La canción fue lanzada el 19 de junio de 2006 como el primer sencillo de su tercer álbum de estudio, Liberation Transmission (2006). La primera actuación en vivo del sencillo en el Reino Unido se encontraba en el Centro de Artes de Muni en Pontypridd el 24 de abril de 2006 antes de que incluso conseguiera retransmitirse en la radio. Las caras B se encuentran en la única provenían de las mismas sesiones - todos los cuales son temas nuevos de marca.
El sencillo entró en la lista de sencillos del Reino Unido en el # 8, convirtiéndolo en el más alto rendimiento sola Lostprophets junto con Last Train Home. Fue nominado para la revista Kerrang! Premio a la Mejor Single.

## Vídeo musical
El video musical para la canción fue filmado en locaciones de Los Ángeles, California, y fue dirigida por Ryan Smith. Se muestra a la banda en la parte superior de lo que parece ser una plataforma para helicópteros. Al principio, se muestran los distintos miembros de la banda, mientras que un indicador que muestra el logotipo de la banda, revolotea detrás de ellos. Como canta la banda, se muestran tres adolescentes. Se trata de una chica sentada en la cena con sus padres cuando de repente empiezan a discutir, un niño en una cocina como su jefe comienza a gritarle, y un niño sentado en el asiento trasero de un coche mientras su padre le grita. Como la banda alcanza el "gritar a pleno pulmón" estribillo casi al final de la canción, los adolescentes comienzan a gritar repentinamente. La niña con los padres argumentando rompe cada vaso sobre la mesa como su madre cubre sus oídos, el niño comedor soplando placas fuera de la plataforma frente a él, y el muchacho que sopla por las ventanas del coche. La banda termina de reproducirse, y la vista se desvanece.

## Listado de canciones
CD1
| CD1 |                                     |          |  |
| N.º | Título                              | Duración |  |
| 1.  | «Rooftops (A Liberation Broadcast)» | 4:13     |  |
| 2.  | «Ordinary Life» (demo)              | 3:24     |  |

CD2
| CD2 |                                     |          |  |
| N.º | Título                              | Duración |  |
| 1.  | «Rooftops (A Liberation Broadcast)» | 4:13     |  |
| 2.  | «Dead to Me» (demo)                 | 3:25     |  |
| 3.  | «No Way Out» (demo)                 | 3:52     |  |

Vinyl
| Vinyl |                                     |          |  |
| N.º   | Título                              | Duración |  |
| 1.    | «Rooftops (A Liberation Broadcast)» | 4:13     |  |

| Digital download |                   |          |  |
| N.º              | Título            | Duración |  |
| 1.               | «Rooftops» (demo) | 4:08     |  |

## Puesto
| Chart (2006)                            | Peak Posición |
| --------------------------------------- | ------------- |
| Ireland (IRMA)                          | 36            |
| Nueva Zelanda (Recorded Music NZ)       | 25            |
| Reino Unido (UK Indie Chart)            | 1             |
| Reino Unido (UK Singles Chart)          | 8             |
| Estados Unidos (Alternative Airplay)    | 15            |
| Estados Unidos (Bubbling Under Hot 100) | 14            |
| US Mainstream Rock (Billboard)          | 22            |
| US Pop 100 (Billboard)                  | 94            |

## Personal
- Ian Watkins - voz principal
- Jamie Oliver - de piano, teclado, muestras, voces
- Lee Gaze - guitarra principal
- Mike Lewis - guitarra rítmica
- Stuart Richardson - guitarra baja
- Josh Freese - tambores, percusión (grabación)
- Ilan Rubin - batería, percusión (video musical)

## En apariciones
- La canción fue incluida como una pista jugable en los videojuegos Guitar Hero World Tour y Lego Rock Band.
- WWE utilizaba la canción como la pista de fondo para un vídeo promocional que destaca la carrera de Jeff Hardy, pero después de la condena por pedofilia de Ian Watkins, la WWE editó el video con otra canción.